# カルロス・ボルハ
カルロス・ボルハ（Carlos Fernando Borja Bolívar、1960年12月25日 - ）は、ボリビア・コチャバンバ出身の元サッカー選手。ボリビア代表である。ポジションはMF。

## 経歴
クラブはクラブ・ボリバル一筋で、1977年から1997年までの20年間に532試合に出場して129得点を挙げた。その間に3度の得点王に輝いた。129得点は歴代11位の記録(2009年5月時点)である。また、コパ・リベルタドーレスには87試合に出場し、11得点した。
ボリビア代表としては、1979年にデビューしてから1995年に代表引退するまでの間に88試合に出場して1得点した。1994年のアメリカW杯に出場した。
引退後は政治家として活躍している。

## 所属クラブ
- 1975-1995  クラブ・ボリバル

## 代表歴

### 出場大会
- ボリビア代表
  - 1994 FIFAワールドカップ (グループリーグ敗退)

### 試合数
- 国際Aマッチ 82試合 2得点（1979年-1995年）[1]

| ボリビア代表 | 国際Aマッチ | 国際Aマッチ |
| 年           | 出場        | 得点        |
| ------------ | ----------- | ----------- |
| 1979         | 6           | 0           |
| 1980         | 2           | 0           |
| 1981         | 6           | 0           |
| 1982         | 0           | 0           |
| 1983         | 5           | 1           |
| 1984         | 0           | 0           |
| 1985         | 9           | 0           |
| 1986         | 0           | 0           |
| 1987         | 4           | 1           |
| 1988         | 0           | 0           |
| 1989         | 10          | 0           |
| 1990         | 0           | 0           |
| 1991         | 6           | 0           |
| 1992         | 0           | 0           |
| 1993         | 16          | 0           |
| 1994         | 11          | 0           |
| 1995         | 7           | 0           |
| 通算         | 82          | 2           |

## タイトル
- クラブ・ボリバル
  - ボリビアリーグ 1978,1982,1983,1985,1987,1988,1991,1992,1994,1996,1997